# Michail Larionowitsch Woronzow

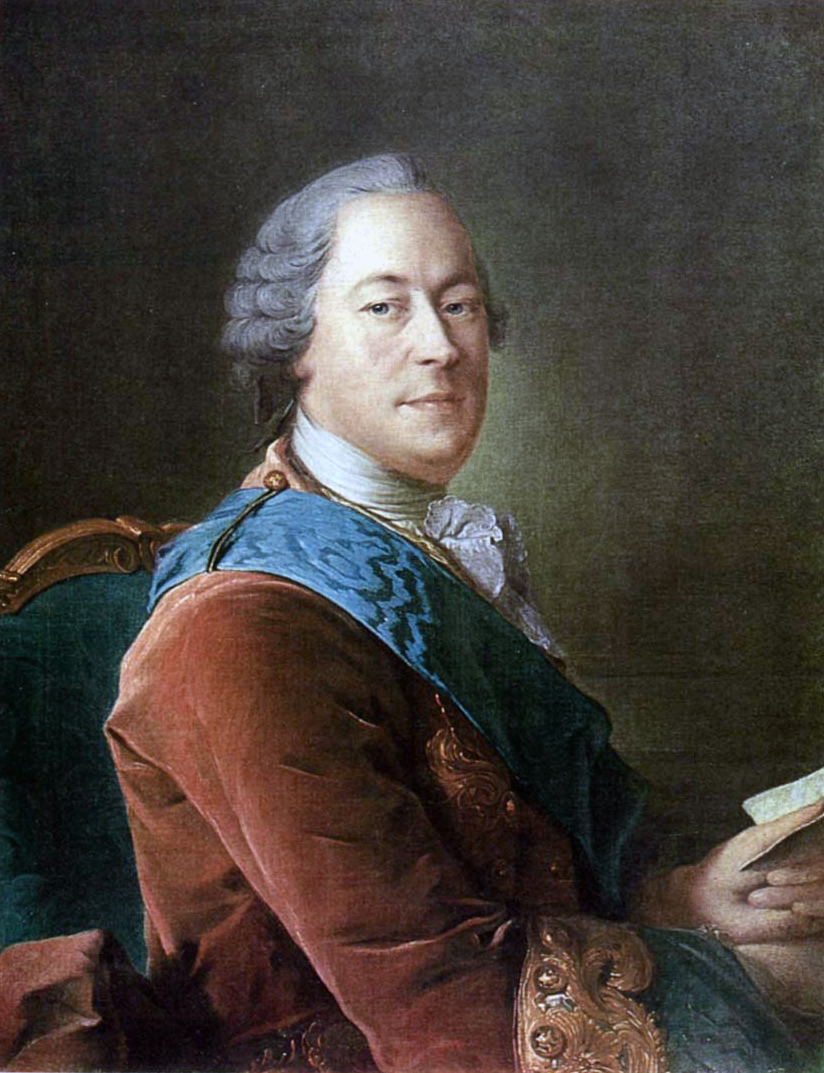
Michail Larionowitsch Woronzow

Michail Larionowitsch Woronzow (russisch Михаи́л Илларио́нович Воронцо́в; * 12. Juli 1714; † 15. Februar 1767 in Sankt Petersburg) war ein russischer Adliger und Politiker.

## Leben
Michail Woronzow entstammte dem russischen Adelsgeschlecht Woronzow und galt als Günstling der Zarin Elisabeth, an deren Hof er vor ihrer Krönung als Kammerdiener arbeitete. 1741 wurde sie Kaiserin von Russland. 1744 erhob sie ihn – wie auch viele weitere Günstlinge – in den Grafenstand. Sie ernannte ihn zum Vizekanzler, der zuständig war für die Außenpolitik. Nach 14 Jahren als Vizekanzler wurde Woronzow als Nachfolger von Alexei Bestuschew-Rjumin Kanzler Russlands.
Als Anhänger von Zar Peter III. wurde Woronzow nach dessen Entmachtung durch Katharina II. aus dem hohen Staatsamt entfernt. Wenige Jahre später starb er in Sankt Petersburg. Zur Pflege der guten Beziehungen zu Russland hatte König Friedrich II. von Preußen den einflussreichen Günstling der Zarin bereits 1742 mit dem Schwarzen Adlerorden ausgezeichnet. Auf dem Livländischen Landtag von 1759 erfolgte der Eintrag seiner von der Kaiserin geschenkten Güter Neu Laizen und Marienburg in die dortige Adelsmatrikel.

## Familie
Michail Larionowitsch Woronzow Woronzow war der Sohn von Illarion Gawrilowitsch Woronzow und der Bruder von Roman Illarionowitsch Woronzow und Iwan Illarionowitsch Woronzow.
Michail Woronzow heiratete 1742 die Gräfin Anna Karlowna Skawronskaja, eine Cousine der Kaiserin. Seine einzige Tochter Anna Michailowna heiratete den Großgrundbesitzer, Kunstsammler und Politiker Grafen Alexander Sergejewitsch Stroganow.